# Иглесиас, Ослейс
Ослейс Иглесиас Эстрада (исп. Osleys Iglesias Estrada или просто Ослейс Иглесиас (исп. Osleys Iglesias); 14 декабря 1997 года, Гавана, Куба) — кубинский боксёр-профессионал. Бывший молодёжный чемпион мира по версии IBO (2022) во 2-м среднем весе. Бывший чемпион IBO International во 2-м среднем весе (2022), Среди профессионалов действующий чемпион мира по версии IBO во 2-м среднем весе (2022 — н.в). Серебряный призёр (2015, 2016, 2017, 2018) чемпионата Кубы среди любителей.
Лучшая позиция по рейтингу BoxRec — 3-я (декабрь 2024) и является 1-м среди кубинских боксёров второй средней категории, а по рейтингам основных международных боксёрских организаций занимает: 5-ю строку рейтинга WBC, 7-ю строку рейтинга IBF, — входя в Топ-5 лучших бойцов второго среднего веса всего мира.

## Любительская карьера

### Чемпионат Кубы 2015
Выступал в средней весовой категории (до 75 кг). В 1/8 финала победил Эктора Болоя. В четвертьфинале победил Рейниера Переса. В полуфинале победил Яиниера Абреу. В финале проиграл Арлену Лопесу.

### Чемпионат Кубы 2016
Выступал в средней весовой категории (до 75 кг). В 1/8 финала победил Рэнди Риверу. В четвертьфинале победил Осная Бенкосме. В полуфинале победил Уго Норьегу. В финале проиграл Арлену Лопесу.

### World Series of Boxing2017
Представлял команду «Cuba Domadores». Выступал в средней весовой категории (до 75 кг). 31 марта 2017 года победил аргентинца Анхеля Хоакина Лингуа.

### Чемпионат Кубы 2017
Выступал в средней весовой категории (до 75 кг). В 1/8 финала победил Дэни Вергару. В четвертьфинале победил Рейниера Переса. В полуфинале победил Яиниера Абреу. В финале проиграл Арлену Лопесу.

### Чемпионат Кубы 2018
Выступал в средней весовой категории (до 75 кг). В 1/8 финала победил Дэни Вергару. В четвертьфинале победил Юсмеля Алехандро Руиса. В полуфинале победил Йохандера Мартинеса. В финале проиграл Арлену Лопесу.

## Профессиональная карьера
Дебютировал на профессиональном ринге 7 сентября 2019 года. Одержал победу нокаутом в 1-м раунде.
19 февраля 2022 года в Вроцлаве (Польша) выйдя на 5-й профессиональный бой в 1 раунде нокаутировал Роберта Рача (25-3, 22 КО) из Словении. Бой принес пояс молодёжного чемпиона мира IBO
27 мая 2022 года в Люблине (Польша) разгромно победил по очкам: 118—109, 118—109 и 120—107 бывшего претендента на титул чемпиона мира в полутяжёлом весе малавийца Айзека Чилембу.
24 сентября в польском городе Лодзь в первом раунде точной двойкой ("корпус - голова") нокаутировал аргентинского гейткипера Эсекиля Мадерну (27-10, 17 КО)
9 декабря 2022 года в Гливице (Польша) в главном бою вечера был разыгран вакантный титул чемпиона мира (по второстепенной) версии IBO в суперсреднем весе (до 76,2 кг): Иглесиас досрочно победил украинца Андрея Великовского (21-3-2, 14 KO). Бой закончился ТКО в 10 раунде.
7 октября 2023 года в Магдебурге (Германия) защитил титул по второстепенной версии IBO в суперсреднем весе (до 76,2 кг) против немца Артура Райса (11-1, 8 КО). Бой закончился нокаутом в 4 раунде.
В ноябре 2023 года подписал контракт с промоутерской компанией «Eye of The Tiger».
7 марта 2024 года нокаутировал в 1-м раунде бывшего претендента на титул чемпиона мира во 2-м среднем весе аргентинца Марсело Косереса.
6 июня 2024 года в Монреале (Канада) победил в первом раунде тяжелейшим нокаутом россиянина Евгения Шведенко (16-2-1, 7 КО).
17 августа 2024 года в Квебеке (Канда) победил нокаутом (остановка рефери) во втором раунде ганца Сену Агбеко (28-4, 22 КО) перед этим в 1-м раунде отправив в первый нокдаун в карьере. 
7 ноября 2024 года одержал победу нокаутом в Монреале (Канада) над небитым украинским проспектом Петром Ивановым (18-0-1, 13 КО) в 5-м раунде в третий раз защитив пояс IBO.

## Статистика боёв
В таблице перечислены результаты всех поединков боксёров.
В каждой строке указан результат поединка. Дополнительно номер поединка обозначен цветом, который обозначает итог поединка. Расшифровка обозначений и цветов представлена в нижеследующей таблице.
| Пример | Расшифровка                     |
| ------ | ------------------------------- |
|        | Победа                          |
|        | Ничья                           |
|        | Поражение                       |
|        | Планируемый поединок            |
|        | Поединок признан несостоявшимся |
| КО     | Нокаут                          |
| ТКО    | Технический нокаут              |
| PTS    | Решение судей (по очкам)        |
| UD     | Единогласное решение судей      |
| MD     | Решение большинства судей       |
| SD     | Раздельное решение судей        |
| RTD    | Отказ от продолжения боя        |
| DQ     | Дисквалификация                 |
| NC     | Поединок признан несостоявшимся |

| Бой | Дата             | Соперник                         | Место проведения                                                                                  | Результат  | Примечание |
| --- | ---------------- | -------------------------------- | ------------------------------------------------------------------------------------------------- | ---------- | --- |
| 13  | 7 ноября 2024    | Пётр Иванов (18-0-2)             | Казино в Монреале, Монреаль, Квебек, Канада                                                       | TKO5 (12)  | Защитил титул чемпиона мира во 2-м среднем весе по версии IBO (3-я защита Иглесиаса).                                     |
| 12  | 17 августа 2024  | Сена Агбеко (28-3)               | Videotron Centre, Квебек, Квебек, Канада                                                          | TKO2 (10)  | Агбеко в нокдауне в 1 раунде                                                                                              |
| 11  | 6 июня 2024      | Евгений Шведенко (16-1-1)        | Казино в Монреале, Монреаль, Квебек, Канада                                                       | KO1 (12)   | Защитил титул чемпиона мира во 2-м среднем весе по версии IBO (2-я защита Иглесиаса).                                     |
| 10  | 7 марта 2024     | Марсело Косерес (32-6-1)         | Казино в Монреале, Монреаль, Квебек, Канада                                                       | KO1 (10)   | |
| 9   | 7 октября 2023   | Артур Реис (11-0)                | Maritim Hotel, Магдебург, Саксония-Анхальт, Германия                                              | KO4 (12)   | Защитил титул чемпиона мира во 2-м среднем весе по версии IBO (1-я защита Иглесиаса).                                     |
| 8   | 9 декабря 2022   | Андрей Великовский (21-2-2)      | Arena Gliwice — Mala Arena, Гливице, Силезское воеводство, Польша                                 | TKO10 (12) | Завоевал вакантный титул чемпиона мира во 2-м среднем весе по версии IBO.                                                 |
| 7   | 24 сентября 2022 | Эсекьель Освальдо Мадерна (27-9) | Hala Dworca Lodz Fabryczna, Plac Bronislawa Salacinskiego 1, Лодзь, Лодзинское воеводство, Польша | KO1 (10)   | |
| 6   | 27 мая 2022      | Айзек Чилемба (26-8-3)           | Hala Globus, ul. Kazimierza Wielkiego 8, Люблин, Люблинское воеводство, Польша                    | UD12 (12)  | Выиграл вакантные титулы WBA Inter-Continental и IBO International во 2-м среднем весе. Счёт: 120-107 и 118-109 (дважды). |
| 5   | 19 февраля 2022  | Роберт Рац (25-2)                | Hala Orbita, Вроцлав, Нижнесилезское воеводство, Польша                                           | KO1 (10)   | Выиграл вакантный титул IBO World Youth во 2-м среднем весе.                                                              |
| 4   | 11 декабря 2021  | Рафаэль Соса Пинтос (61-16)      | Transcolor, Шелиги, Польша                                                                        | TKO1 (8)   | |
| 3   | 8 февраля 2020   | Бернард Донфак (23-23-4)         | EWS Arena, Гёппинген, Баден-Вюртемберг, Германия                                                  | TKO2 (8)   | |
| 2   | 9 ноября 2019    | Рафаэль Бехаран (26-4-1)         | Kuppel, Гамбург, Германия                                                                         | KO2 (8)    | |
| 1   | 7 сентября 2019  | Малхаз Суяшвили (12-7)           | Work Your Champ Arena, Гамбург, Германия                                                          | TKO1 (4)   | |
| Бой | Дата             | Соперник                         | Место проведения                                                                                  | Результат  | Примечание |

## Титулы и достижения

### Любительские
- 2015  Серебряный призёр чемпионата Кубы в среднем весе (до 75 кг).
- 2016  Серебряный призёр чемпионата Кубы в среднем весе (до 75 кг).
- 2017  Серебряный призёр чемпионата Кубы в среднем весе (до 75 кг).
- 2018  Серебряный призёр чемпионата Кубы в среднем весе (до 75 кг).

### Профессиональные
- Титул IBO World Youth во 2-м среднем весе (2022).
- Титул WBA Inter-Continental во 2-м среднем весе (2022).
- Титул IBO International во 2-м среднем весе (2022).
- Чемпион мира во 2-м среднем весе по версии IBO (2022—н. в.).